# 庫珀·弗拉格
庫珀·弗拉格（英語：Cooper Flagg，2006年12月21日—），美國緬因州紐波特人，美國職業籃球運動員，現效力於NBA達拉斯獨行俠，原為2025屆五星高中生，後跳級成為2024屆球員，依舊表現出色，在2024賽季成功入選麥當勞高中全明星賽、Nike籃球峰會、喬丹經典賽等比賽，並在該季獲得美國籃球先生、佳得樂高中籃球年度最佳球員、奈史密斯高中籃球年度最佳球員等獎項。

## 生平
弗拉格在2006年出生於美國緬因州紐波特，父母都是緬因州當地知名的籃球運動員，高中時他進入諾科米斯地區高中，高一就以場均貢獻20.5分、10個籃板、6.2次助攻、3.7次抄截和3.7次阻攻的成績，成功率隊21勝1負取得州冠軍，還成為首位以新生身分，獲得緬因州佳得樂年度最佳球員的高中籃球員。而後還入選了美國男籃青年隊，征戰U17世界盃，獲得了金牌。

### 蒙特沃德時期
在高一結束後，弗拉格決定轉到籃球名校蒙特沃德學院，在高二新賽季開始前，弗拉格加入AAU球隊佛羅裡達老鷹隊，參加NIKE精英青年籃球聯賽（EYBL），而後在高二賽季，取得了9.8分、5.2個籃板和3次助攻。賽季結束後，他代表緬因聯隊參加EYBL比賽，在Peach Jam錦標賽的七場比賽中場均得到25.4分、13個籃板、5.7次助攻和6.9次蓋帽。

### 大學時期
2025年1月12日，弗拉格在與聖母大學的籃球隊比賽時，以14投11中的高效命中率，拿下42分6板7助1斷的全能數據，率領藍魔杜克以86比78獲勝戰勝，並改寫大西洋沿岸聯盟(ACC)的大一新生的單場最高得分紀錄。
3月4日，弗拉格在杜克大學當賽季的最後一場主場比賽，面對維克森林大學，全場16投10中，包括三分球6中3，得到28分8籃板7助攻2抄截3阻攻，幫助球隊以93比60大勝對手，拿到了ACC聯盟常規賽冠軍。並且在11日的頒獎時，拿到了5項年度大獎，分別是年度最佳球員、年度最佳新秀、年度第一隊、年度最佳防守陣容、年度最佳新秀陣容。

## 大學生涯場均數據
- 數據出自杜克官網[4]

| 大學     | 年      | 出賽 | 先發 | 場均時間 | 得分 | 籃板 | 助攻 | 抄截 | 阻攻 | 失誤 | 投籃命中率 | 三分命中率 | 罰球命中率 | 真實命中率 |
| -------- | ------- | ---- | ---- | -------- | ---- | ---- | ---- | ---- | ---- | ---- | ---------- | ---------- | ---------- | ---------- |
| 杜克大學 | 2024-25 | 31   | 31   | 31.0分鐘 | 19.4 | 7.6  | 4.2  | 1.5  | 1.3  | 2.2  | .494       | .377       | .830       | .603       |

## 外部連結
- 庫珀·弗拉格在fiba.basketball（英语）
- 庫珀·弗拉格在NBA官網（英语）
- 庫珀·弗拉格在Basketball-Reference.com（NBA）（英语）
- 庫珀·弗拉格在Sports-Reference.com（NCAA）（英语）
- 庫珀·弗拉格在ESPN（NBA）（英语）
- 庫珀·弗拉格在Eurobasket.com（球員）（英语）
- 庫珀·弗拉格在Proballers（英语）
- 庫珀·弗拉格在RealGM（球員）（英语）